# Холон
Холо́н (івр. חולון) — місто в Ізраїлі, на Середземноморському узбережжі на південь від Тель-Авіва. Населення — 180 000 жителів. Засноване в 1937 році. 
Назва походить від єврейського холь, що означає пісок. Стародавній Холон теж згадується в Біблії.
в Холоні знаходиться водний парк Яміт 2000, один з найбільших в Ізраїлі.

## Галерея

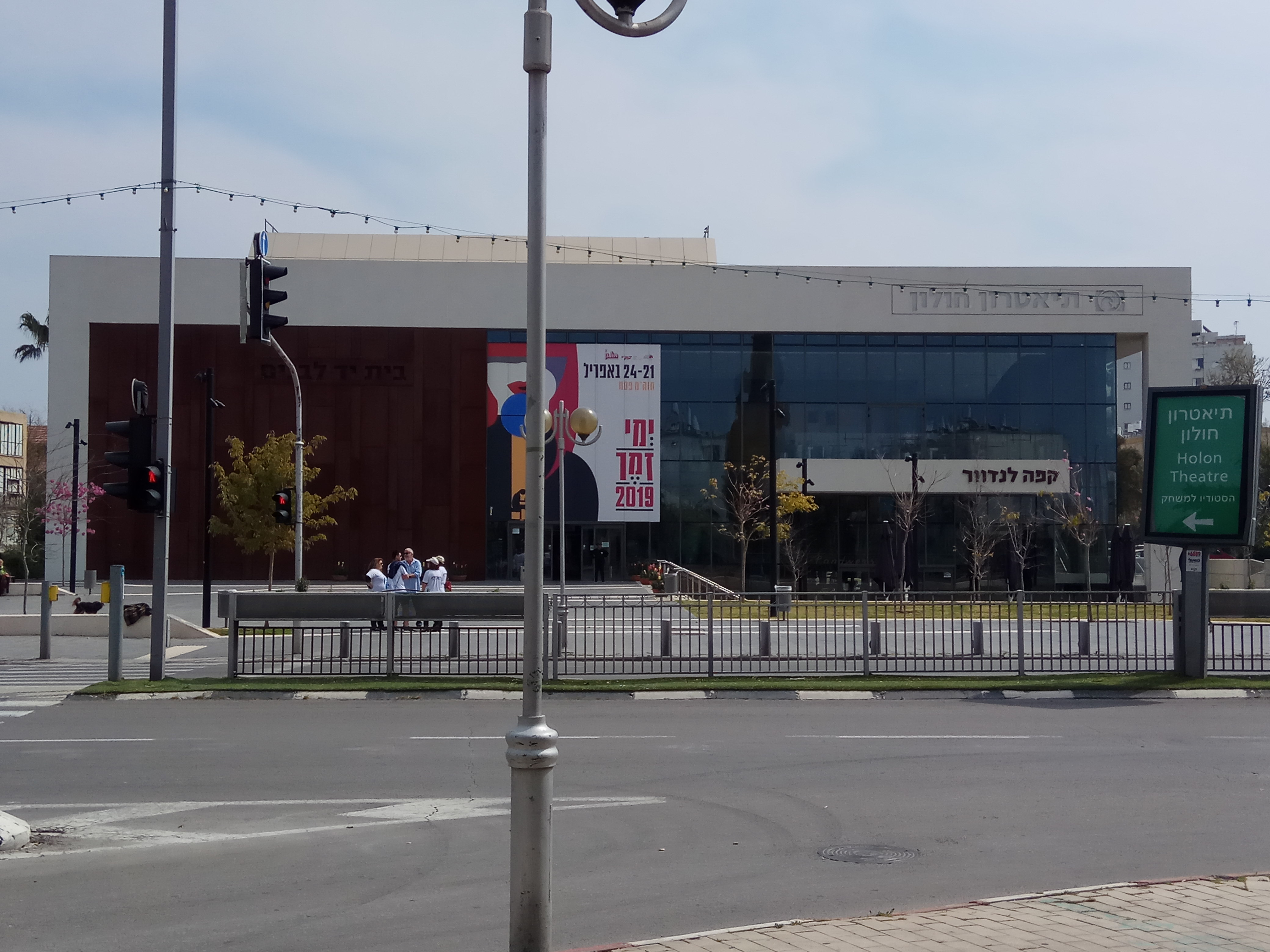
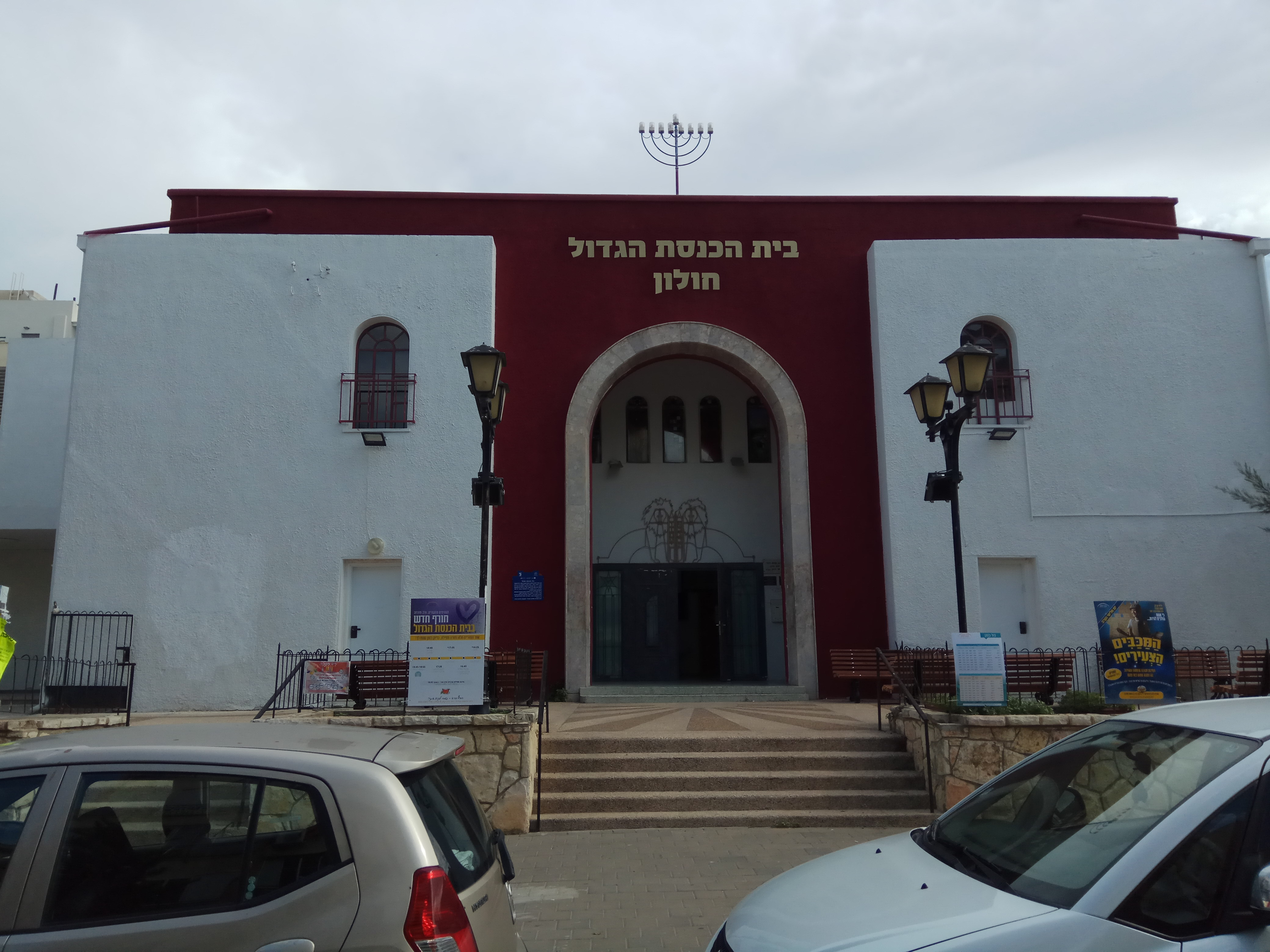
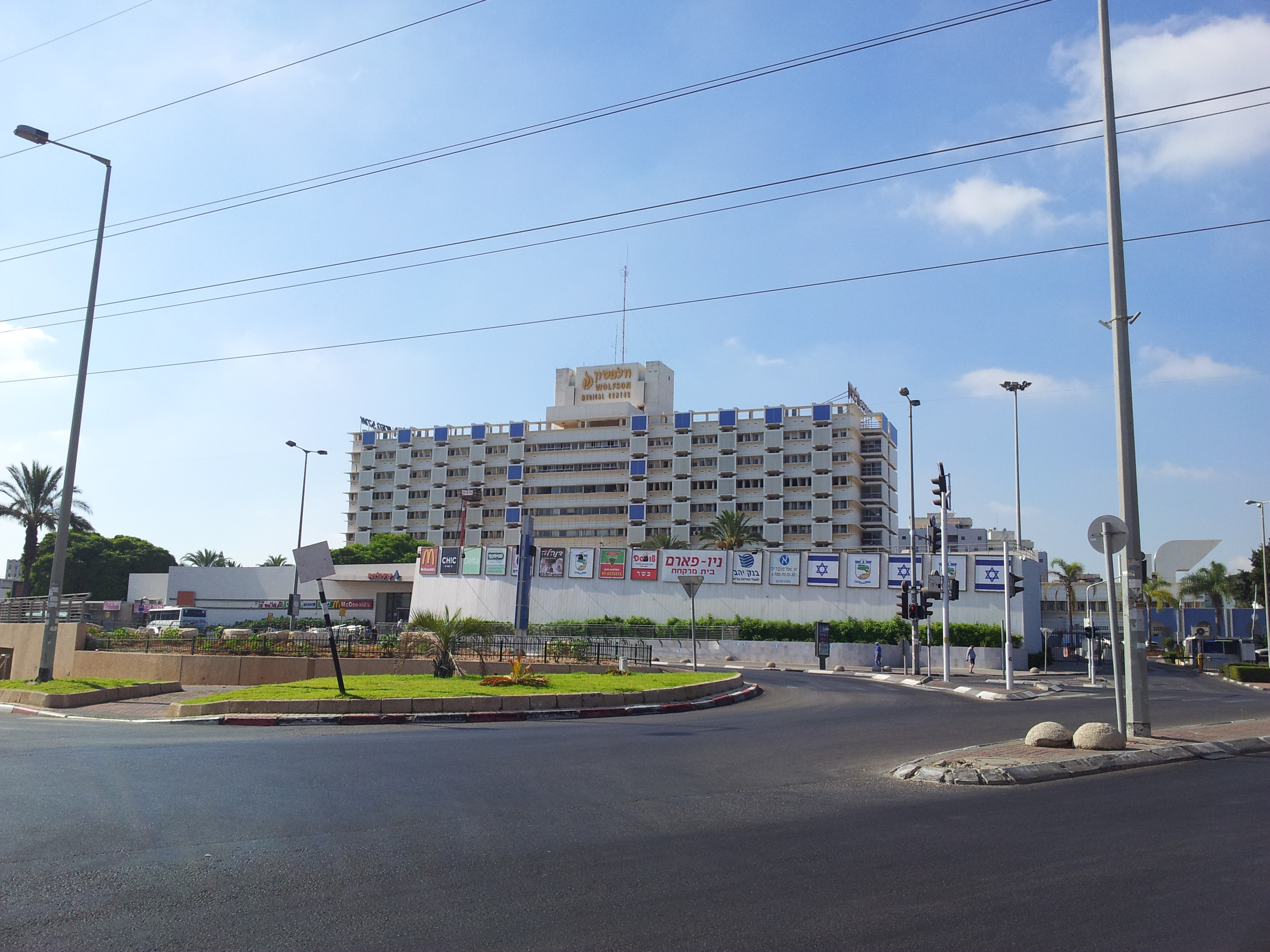
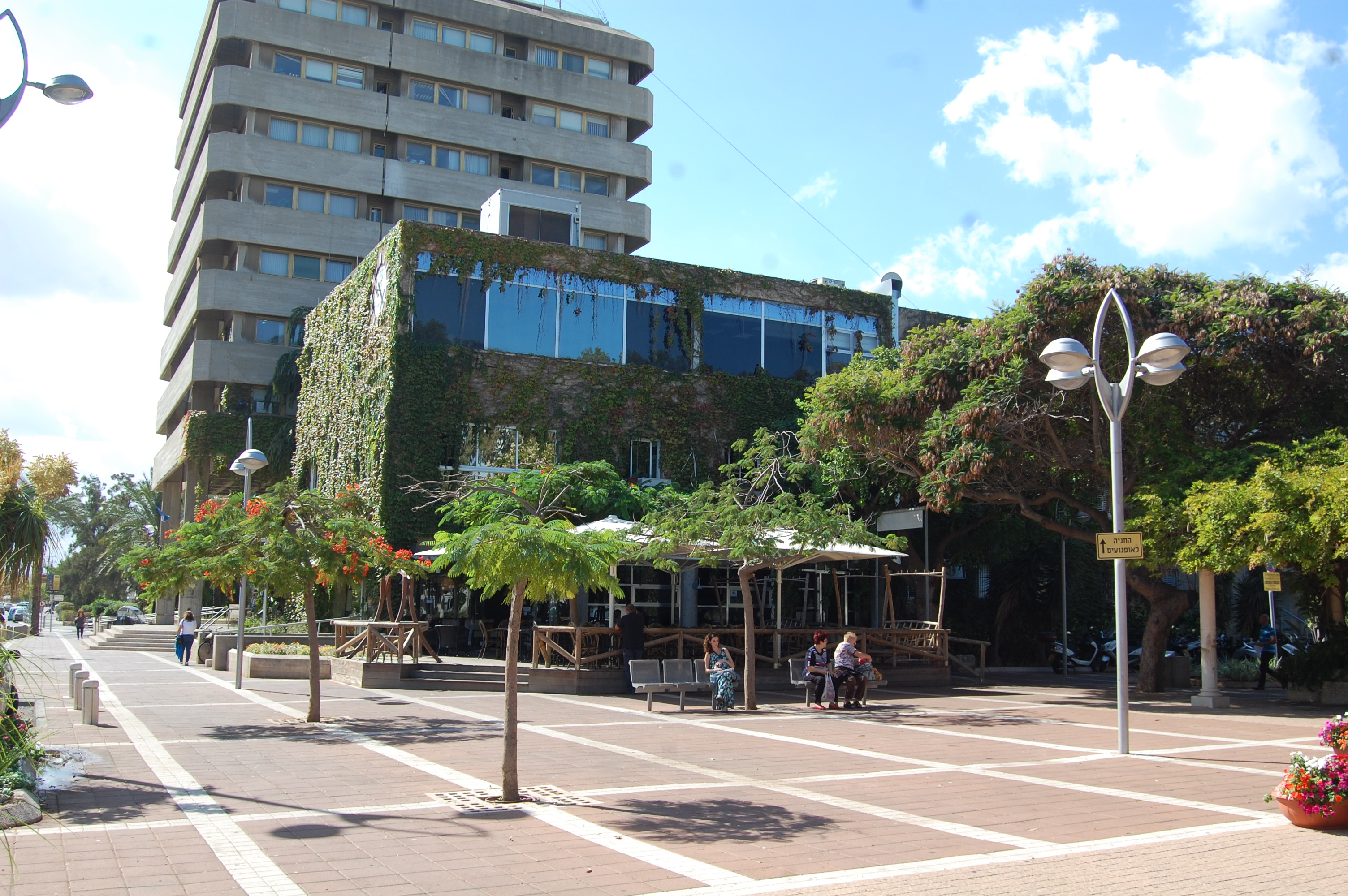
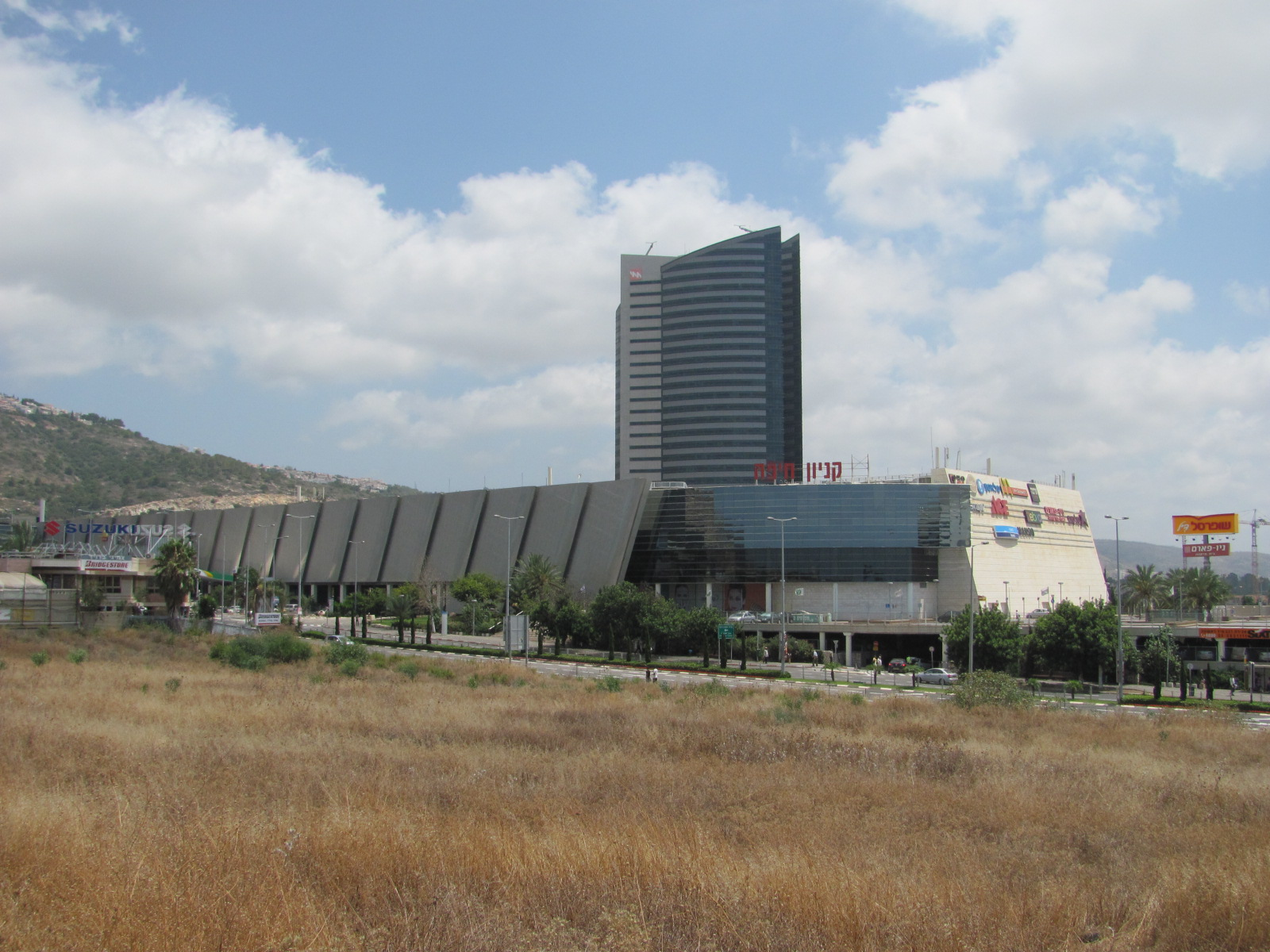
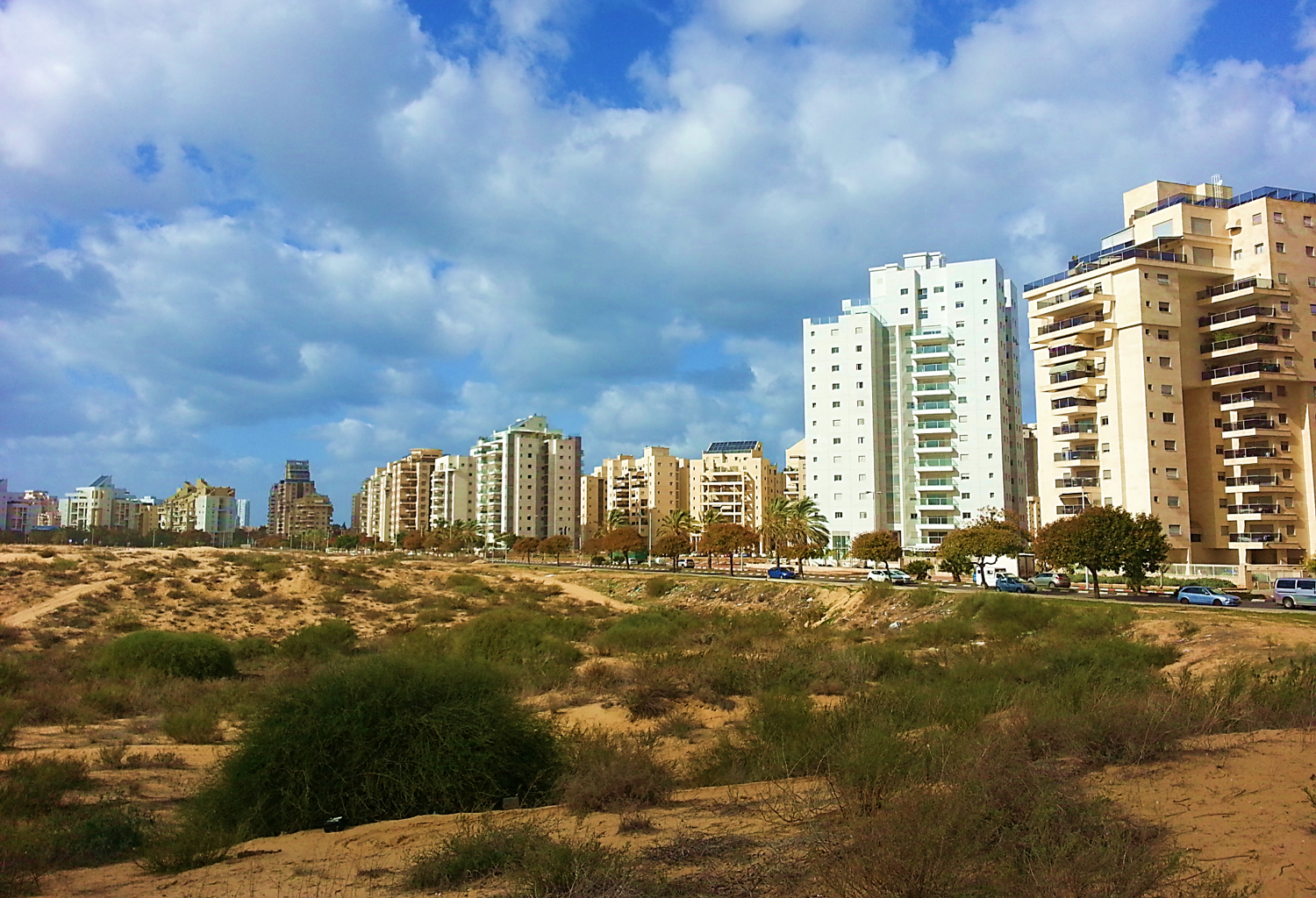
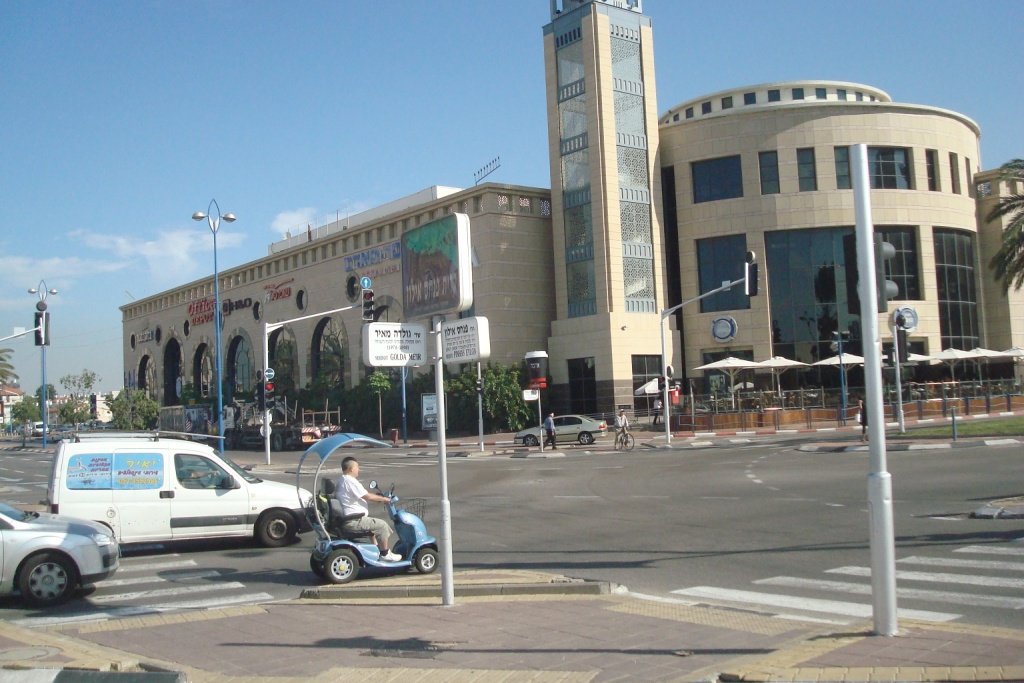
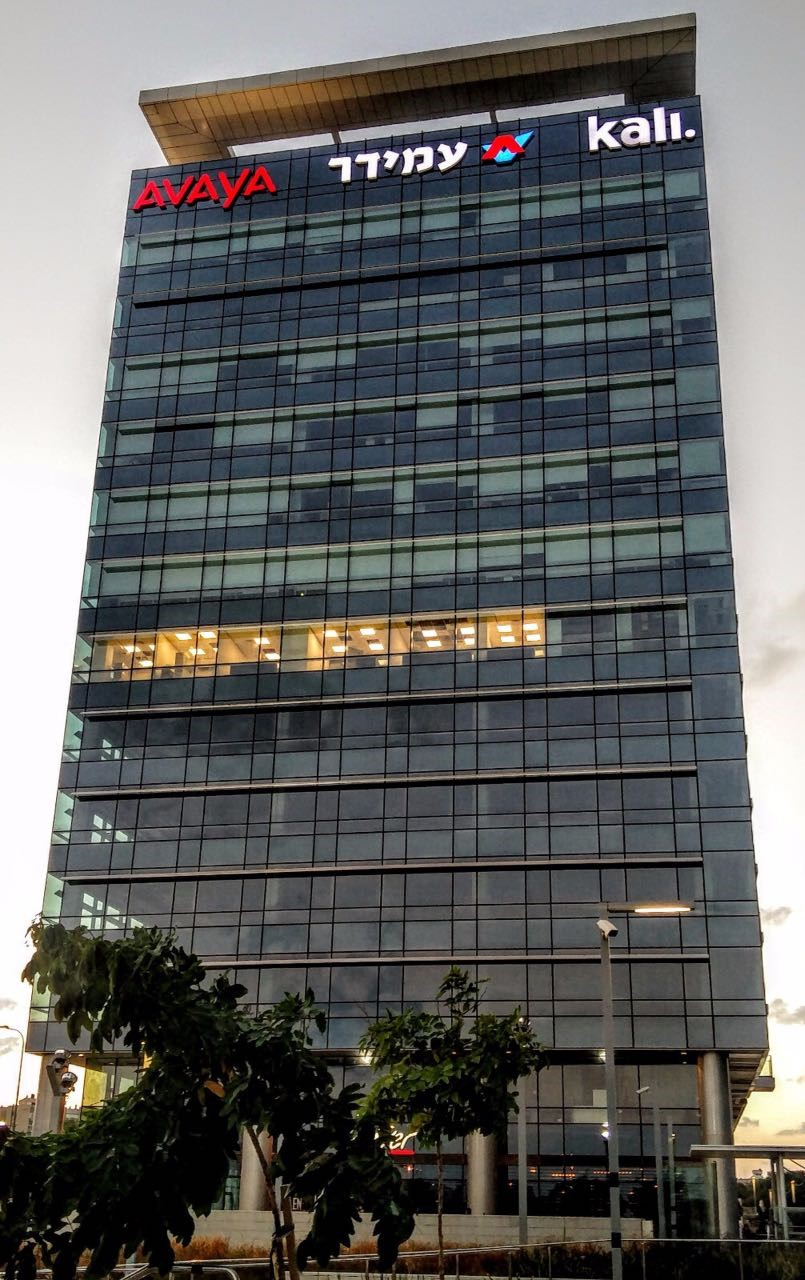
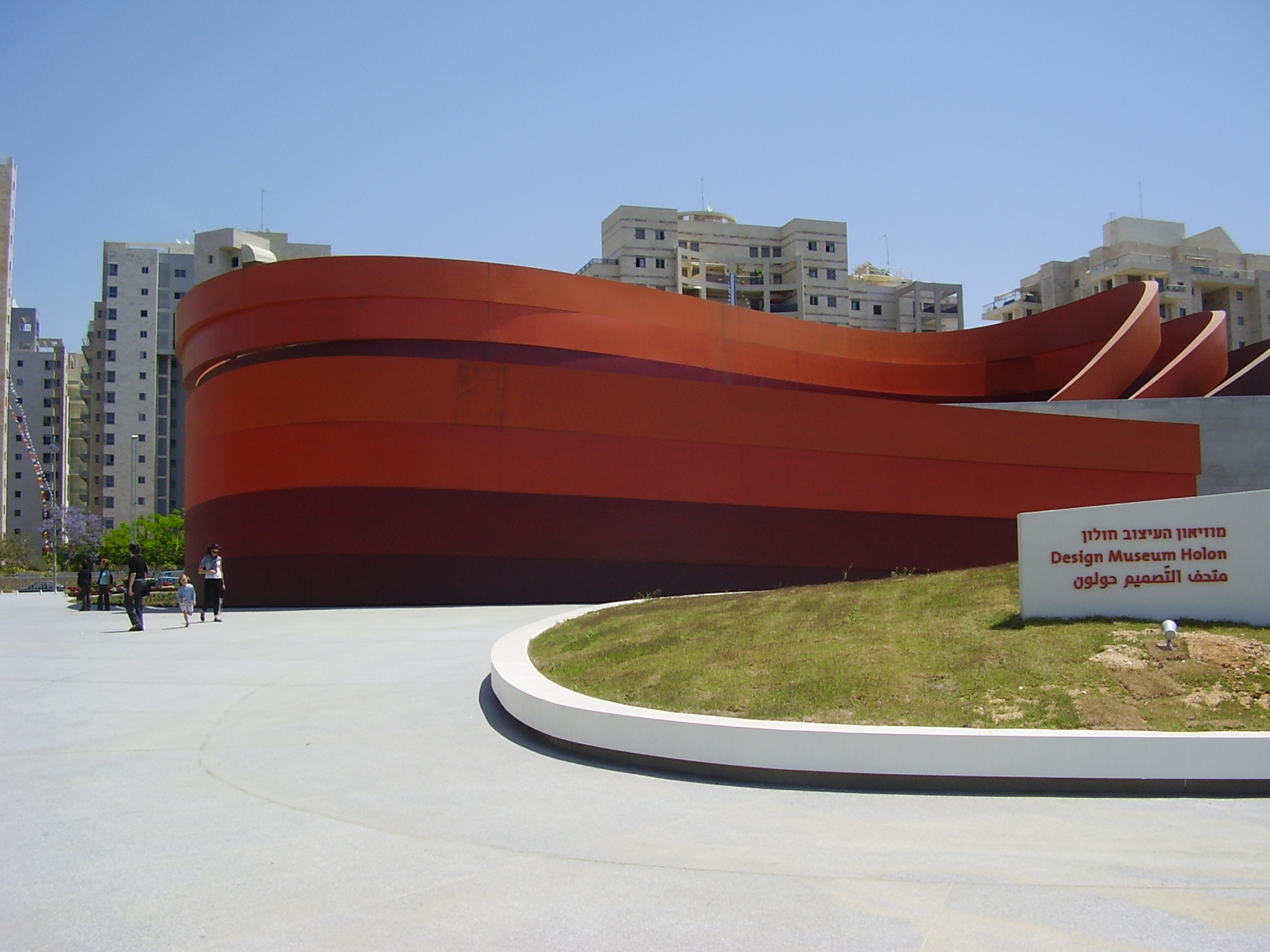
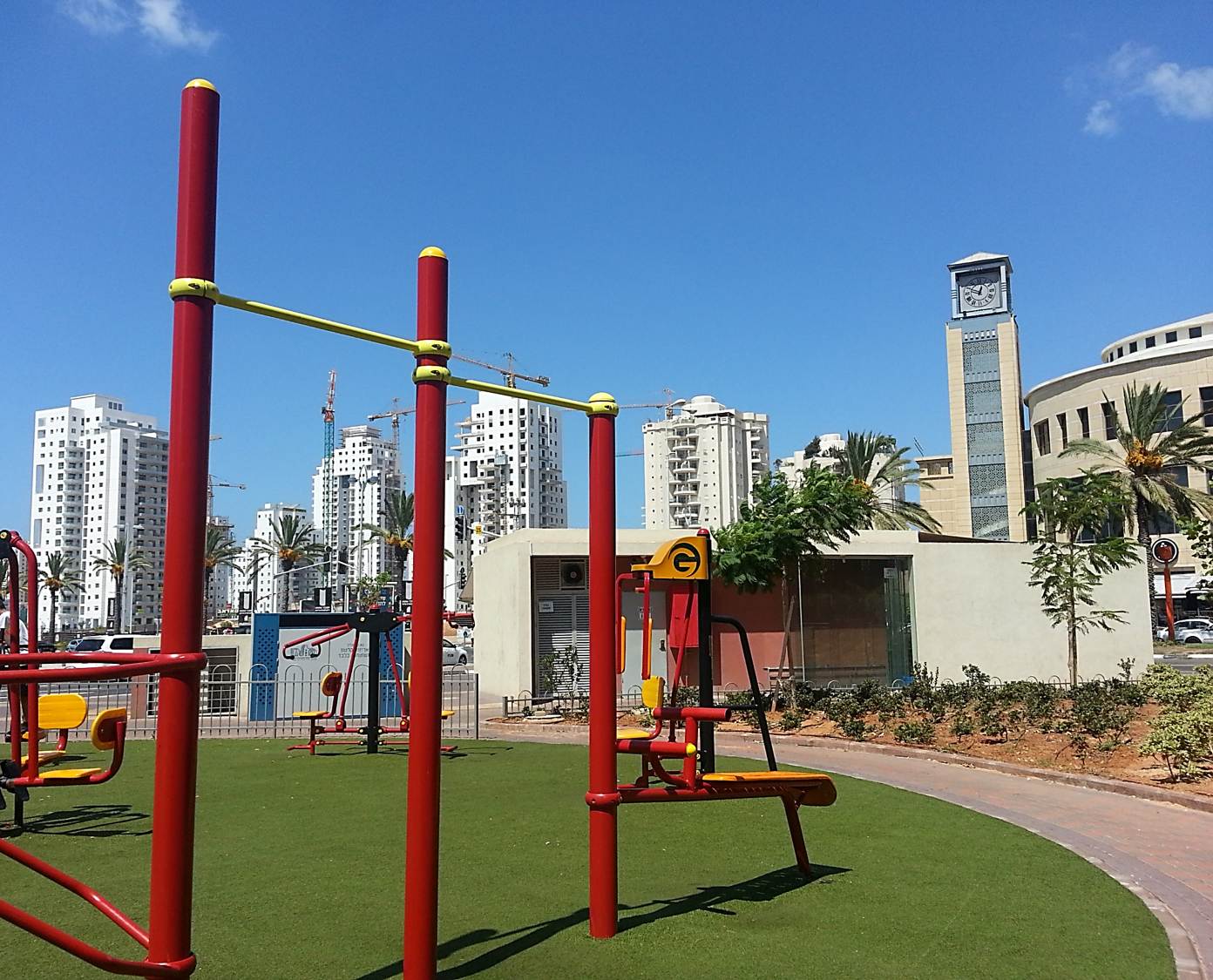
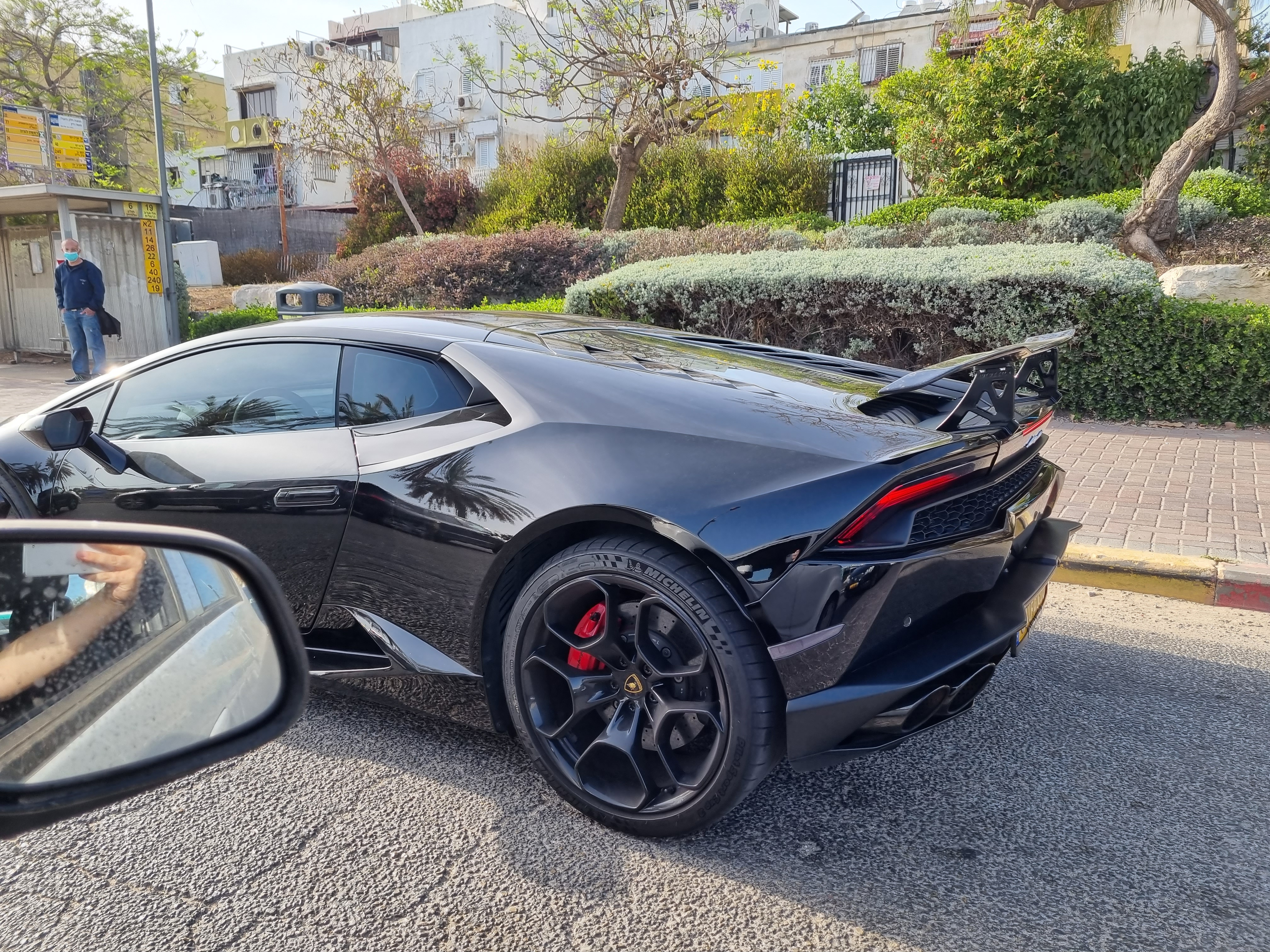
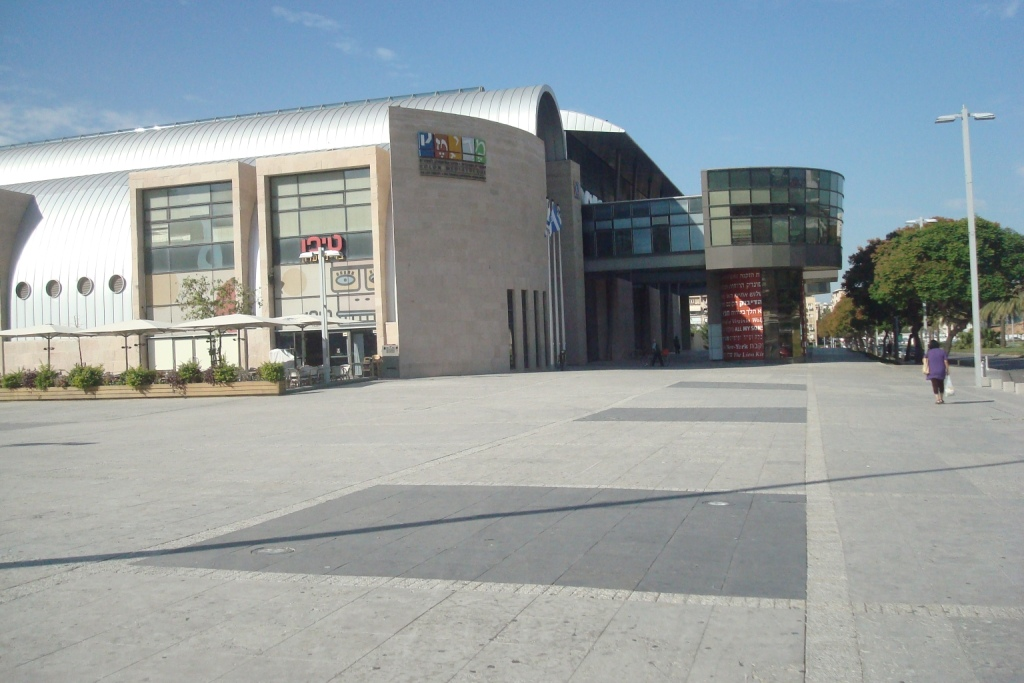
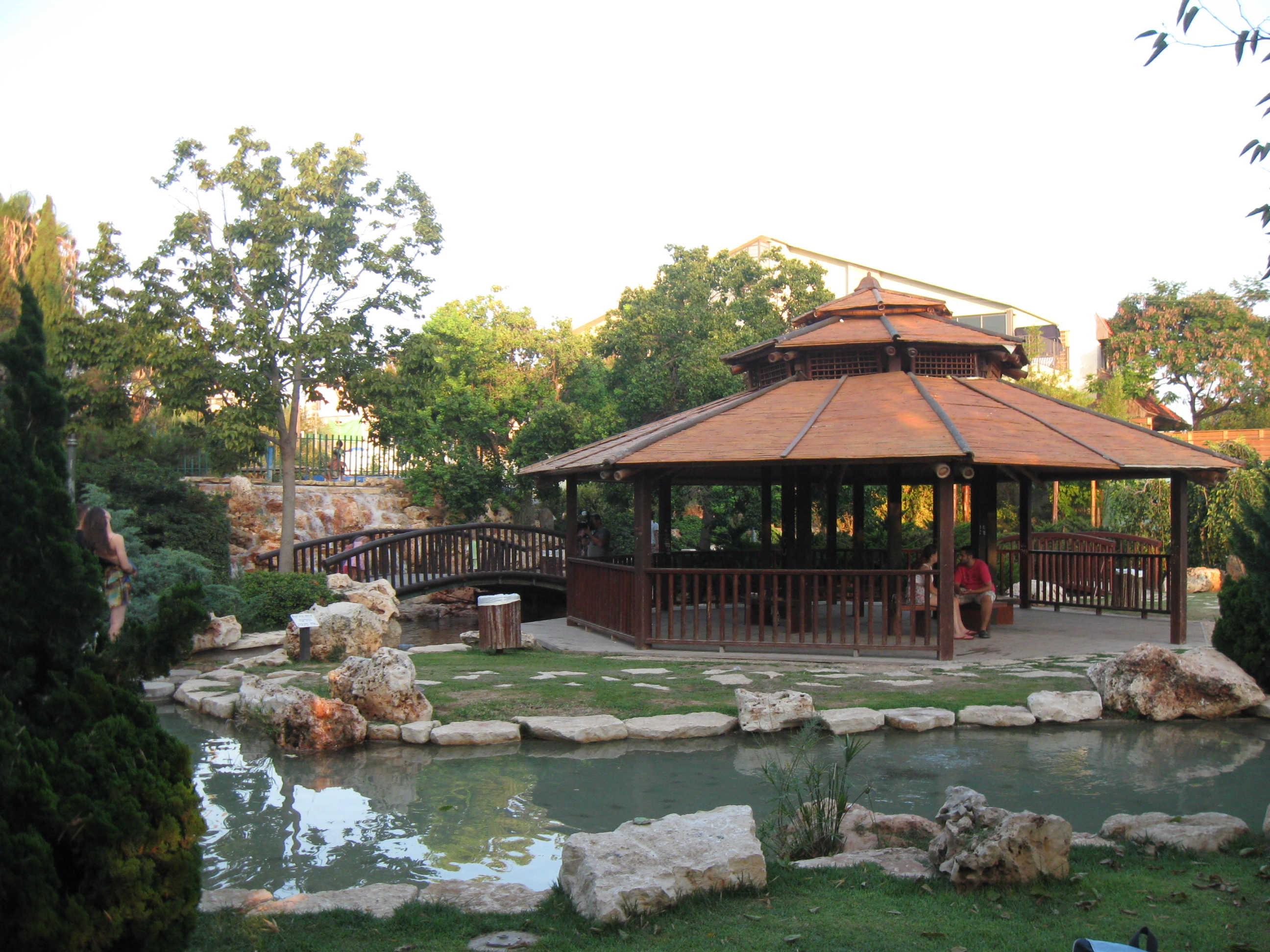
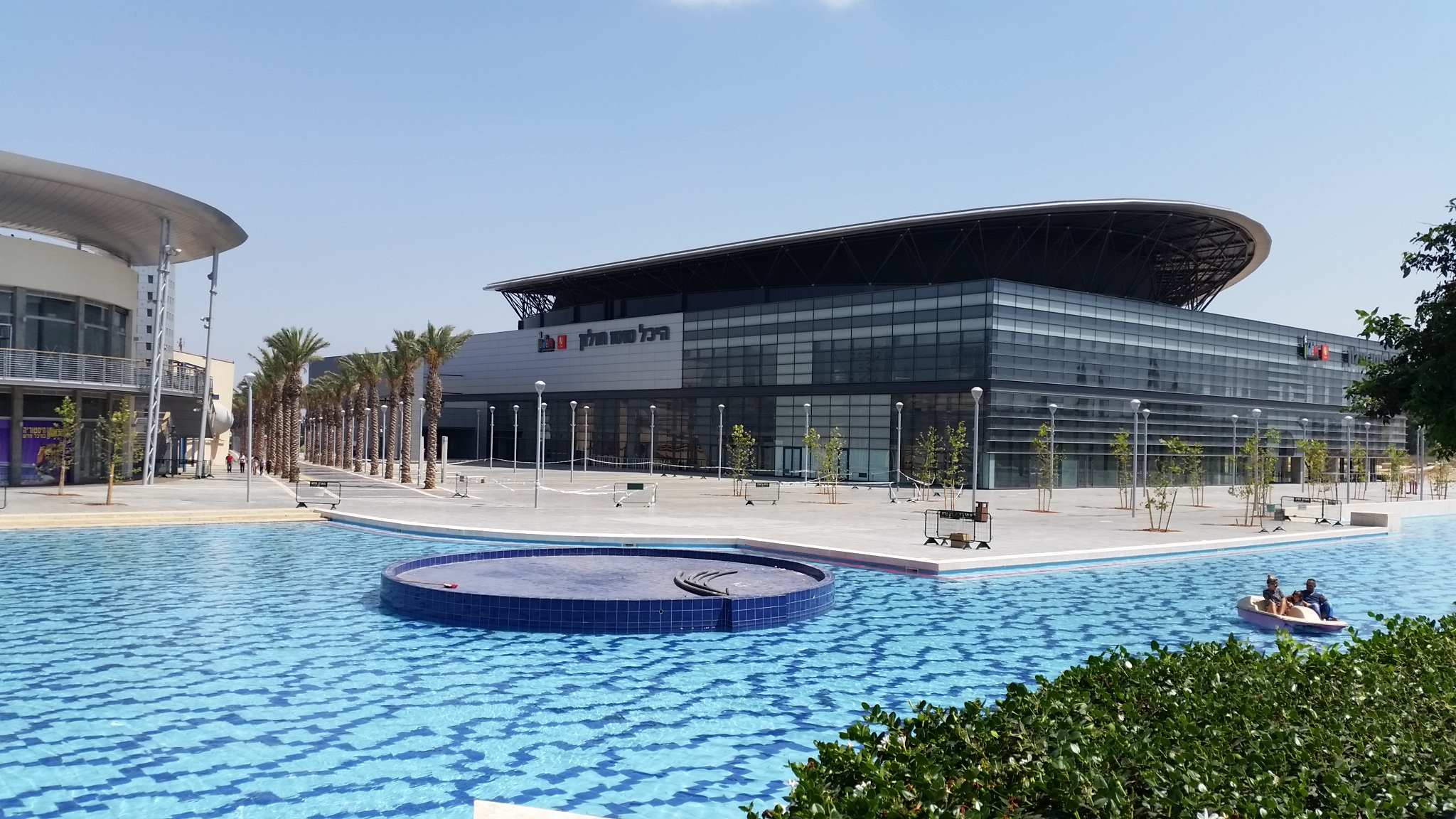
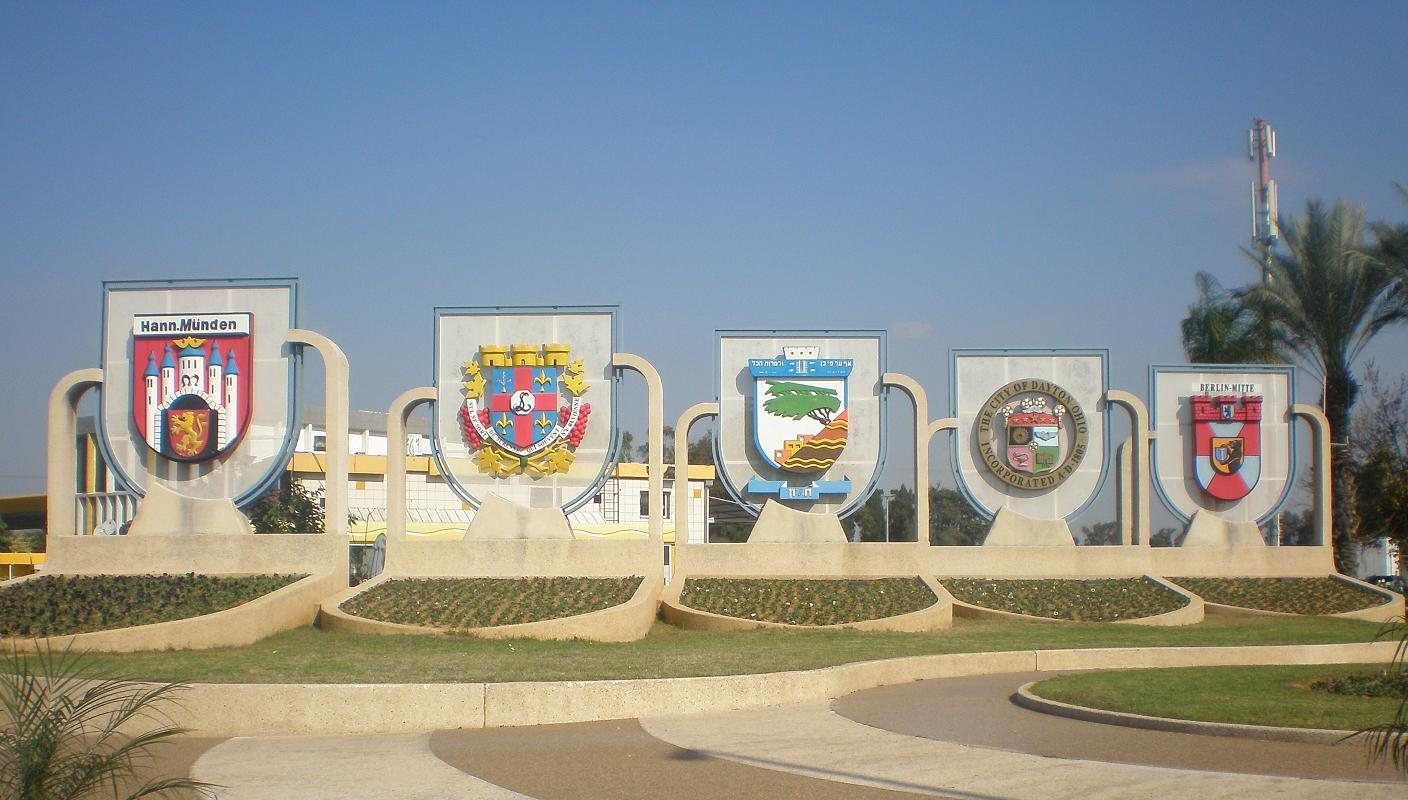